# Фирузкьой
„Фирузкьой“ (на турски: Firuzköy) е квартал на Истанбул, разположен в околия Авджълар. Общата му площ е 12,5 км2. Според данни на Адресната система за регистриране на населението (ABPRS) към 2023 г. населението на „Фирузкьой“ е 23 919 жители.
В квартала живеят между 1200 и 3500 българи-мохамедани, преселници от Родопите, главно от районите по поречието на река Арда.